# Myzininae

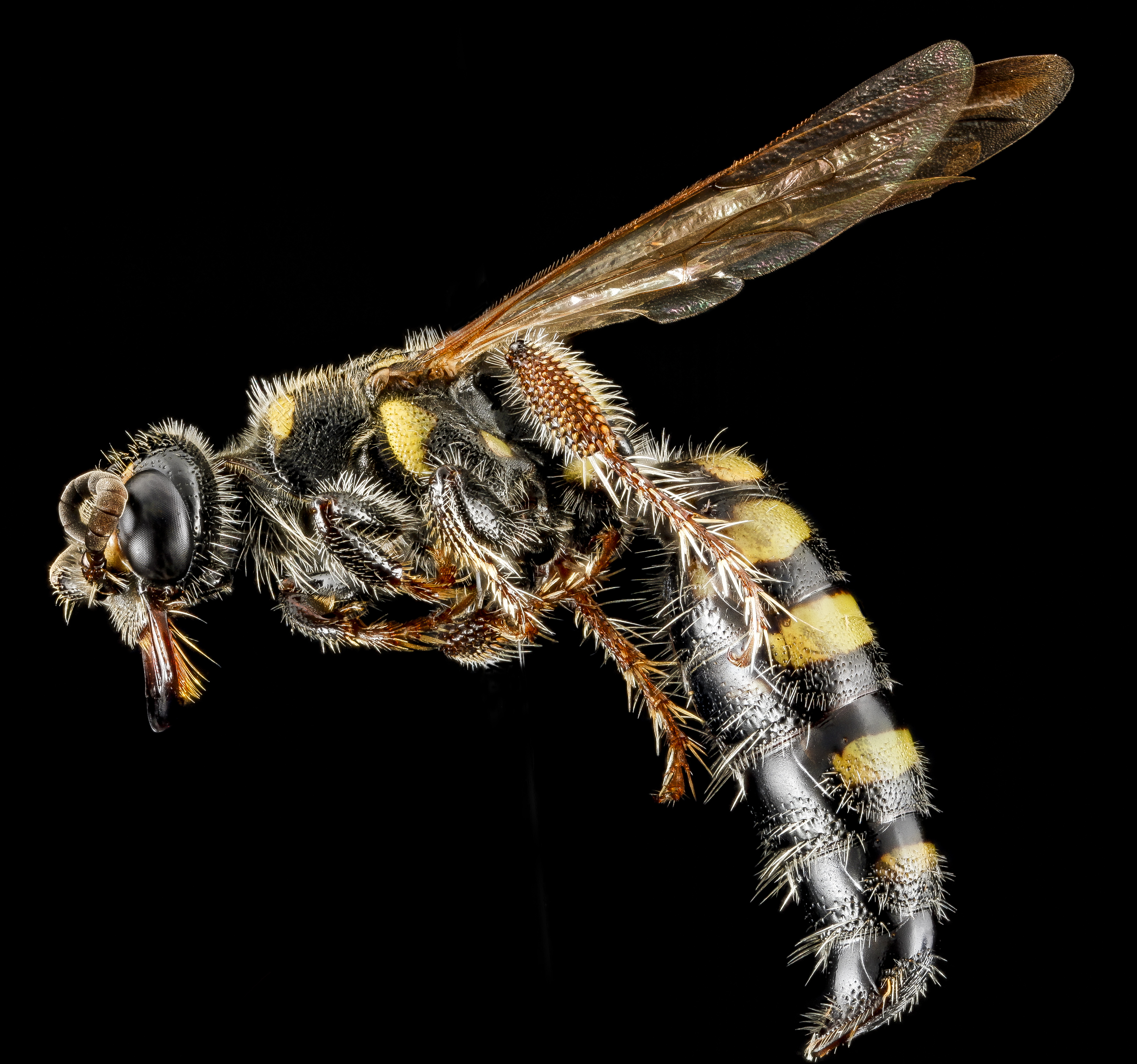
Myzinum maculatum

Myzininae (лат.) — подсемейство перепончатокрылых насекомых (Hymenoptera) подотряда жалоносных (Apocrita) из семейства Thynnidae (ранее в составе семейства ос-тифиид). Группа представлена на всех континентах, но эти осы считаются редкими.

## Описание
Осы от маленьких до довольно крупных размеров (5—25 мм), чаще всего разноцветные. Существует большая разница во внешности между полами (половой диморфизм). Многие более или менее чёрные с жёлтыми пятнами, но есть и ярко окрашенные. Некоторые имеют металлический блеск. У одних родов крылья есть у обоих полов, у других только у самцов, которые обычно заметно крупнее самок.
Myzininae являются паразитоидами, которые в основном паразитируют на личинках жуков (Coleoptera) из семейства Scarabaeidae, личинки которых находятся в почве, усачах (Cerambycidae) или чернотелках (Tenebrionidae). Самка подкапывается к добыче, парализует её жалом и откладывает на неё яйцо. Затем на парализованной личинке развивается личинка осы. У самок ядовитые ужаления, а у более крупных видов они для человека могут быть болезненными.

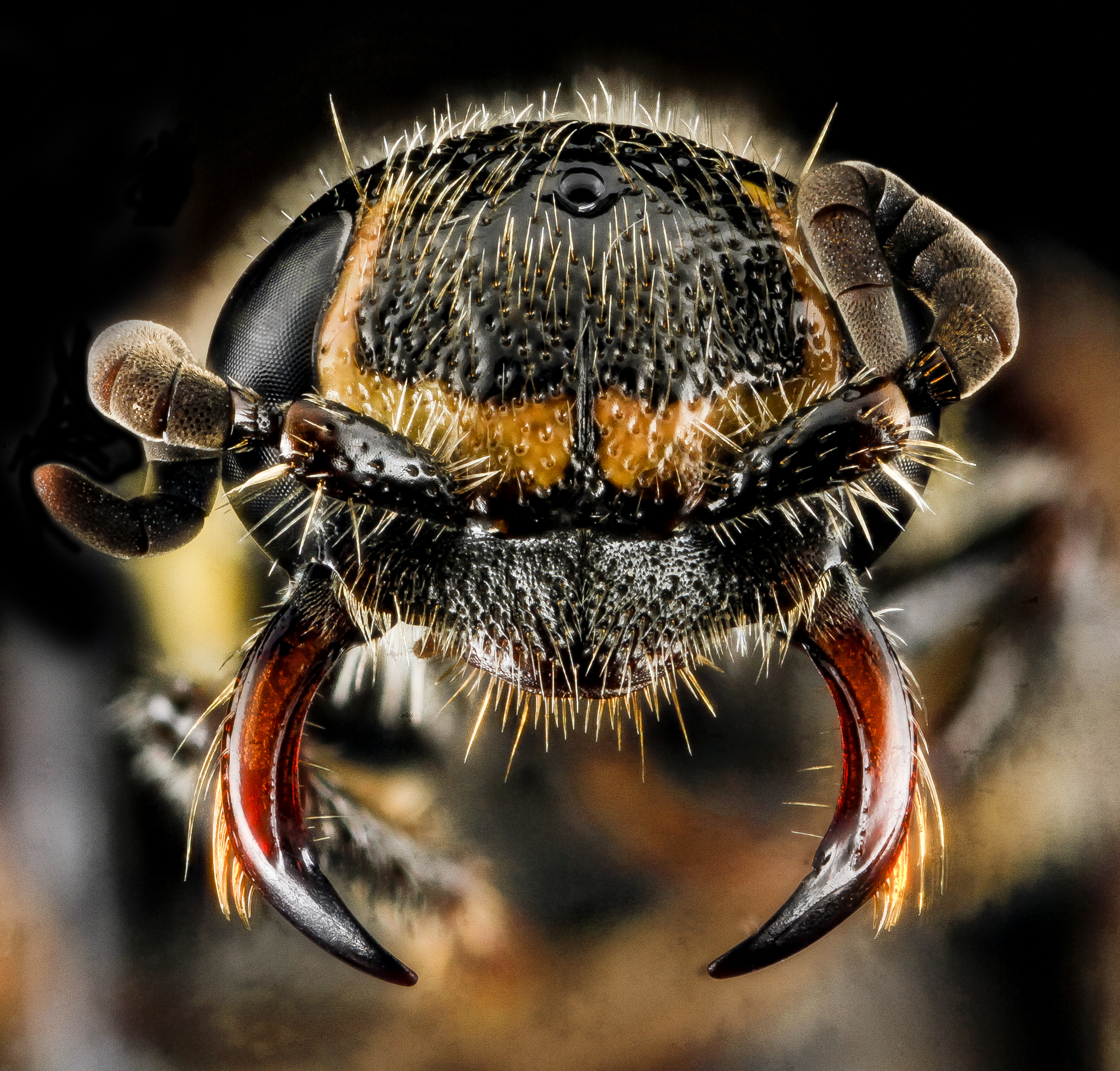
Myzinum maculatum
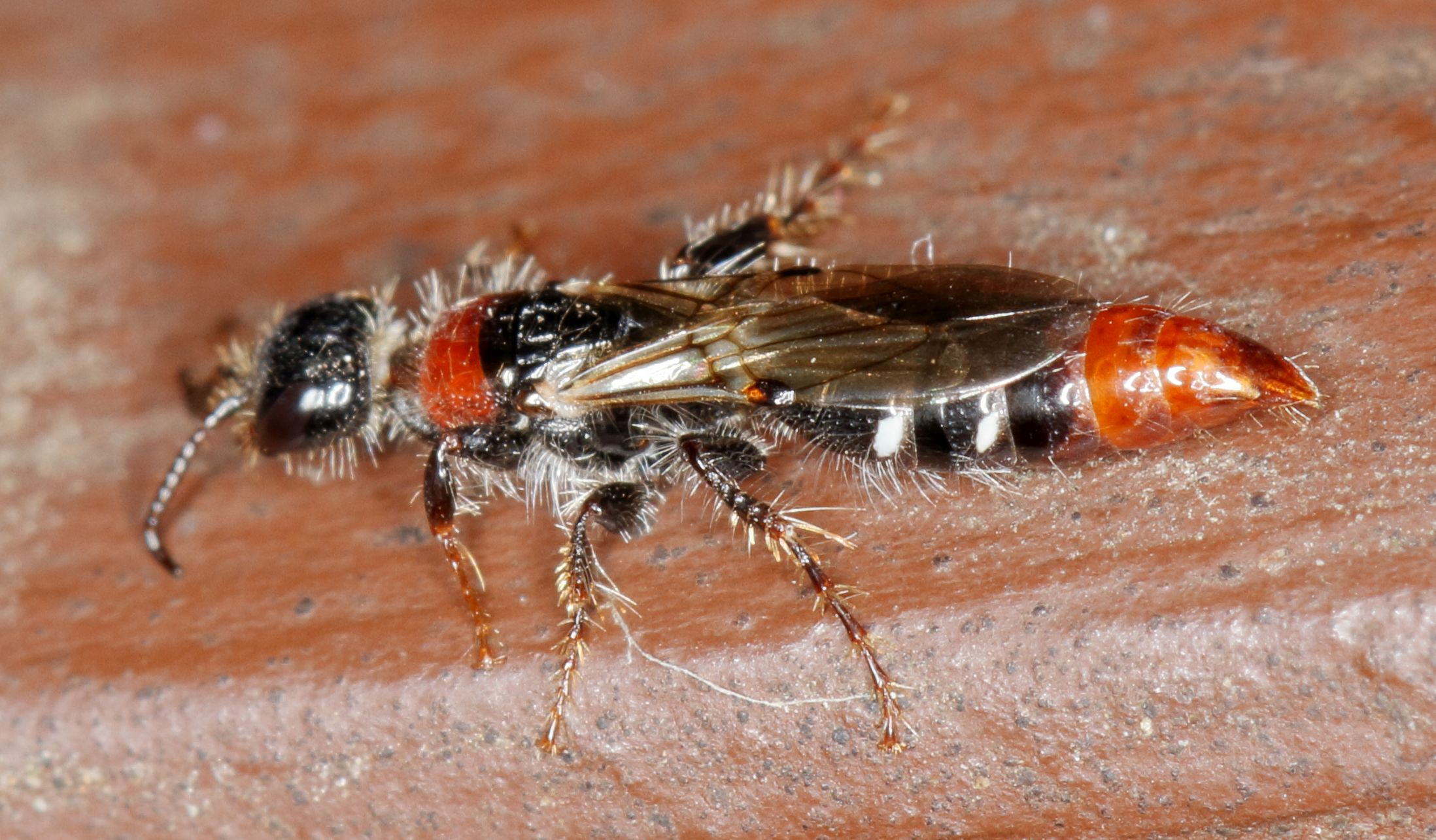
Meria  sp.
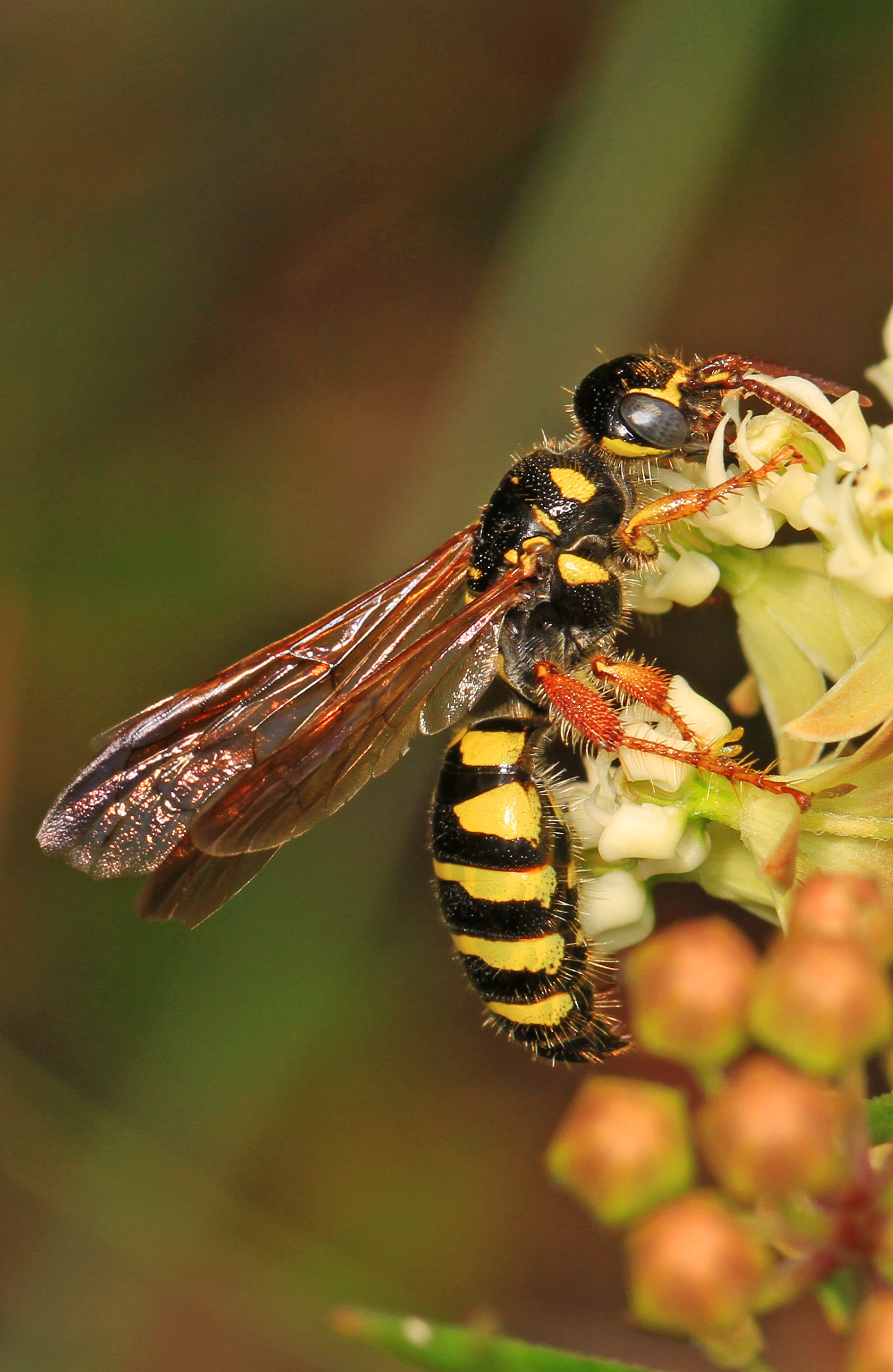
Myzinum quinquecinctum

## Систематика
Включает около 20 родов, 200 видов и 4 трибы: Austromyzinini, Myzinini, Mesini и Meriini. Традиционно Myzininae рассматривались в составе семейства Tiphiidae. По данным современных исследований (Pilgrim et al., 2008) надсемейство Vespoidea признано парафилетичным и поэтому некоторые группы выделены в самостоятельные семейства и даже надсемейства: Tiphioidea (Sierolomorphidae + Tiphiidae) и отдельно Thynnoidea (Chyphotidae + Thynnidae = Anthoboscinae — Diamminae — Methochinae — Myzininae — Thynninae).
- Afromeria Bartalucci, 2007 (Meriini)
- Allomeria Bartalucci, 2007 (Meriini)
- Austromyzinum  Brown, 1985 (Austromyzinini)
- Braunsomeria Turner, 1912 (Meriini)[5]
- Clefiomyzinum  Brown, 1985 (Austromyzinini)
- Hylomesa Krombein, 1968[6] (Mesini)
- Iswara Westwood, 1851 (Meriini)
- Komarowia Radoszkowski, 1886 (Meriini)
- Lamprowara Bartalucci, 2004[1] (Meriini)
- Macromeria  S. Saunders, 1850 (Meriini)
- Meria Illiger, 1807 (Meriini)
- Meriodes Bartalucci, 2007 (Meriini)
- Mesa Saussure, 1892 (Mesini)
- Myzinella  Guiglia, 1959 (Meriini)
- Myzinum Latreille, 1803 (Myzinini)
- Notomeria Bartalucci, 2011 (Meriini)[5]
- Parameria Guerin, 1837 (Meriini)
- Poecilotiphia Cameron, 1902 (Meriini)
- Tamerlanella Bartalucci, 2004[1] (Meriini)
- Weerpaga Argaman, 1994 (Meriini)[7]
- Zezelda Argaman, 1994 (Meriini)